# Korrespondenzsatz (Stochastik)
Der Korrespondenzsatz ist ein mathematischer Satz aus der Stochastik. Er liefert eine enge Verknüpfung von Wahrscheinlichkeitsverteilungen auf den reellen Zahlen und den Verteilungsfunktionen. Diese Verknüpfung erlaubt es, Verteilungsfunktionen anstelle von Wahrscheinlichkeitsverteilungen zu untersuchen. Diese sind als reelle Funktionen leichter zugänglich als die Wahrscheinlichkeitsverteilungen, bei denen es sich um Mengenfunktionen auf einem komplexen Mengensystem, der Borelschen σ-Algebra handelt.
Der Korrespondenzsatz ist eine Folgerung aus dem Maßeindeutigkeitssatz.

## Vorbereitung
Gegeben sei eine Wahrscheinlichkeitsverteilung {\displaystyle P} auf den reellen Zahlen, also dem Messraum {\displaystyle (\mathbb {R} ,{\mathcal {B}}(\mathbb {R} ))}. In diesem Artikel sei unterschieden zwischen der Verteilungsfunktion einer Wahrscheinlichkeitsverteilung, die als
{\displaystyle F_{P}(x)=P((-\infty ,x])}
definiert ist, und einer Funktion {\displaystyle F}, die monoton wachsend und rechtsstetig ist und für die
{\displaystyle \lim _{x\to -\infty }F(x)=0} und {\displaystyle \lim _{x\to \infty }F(x)=1}
gilt. Die erste sei der Unterscheidung halber Verteilungsfunktion einer Wahrscheinlichkeitsverteilung genannt, die zweite einfach Verteilungsfunktion.
Aus den Eigenschaften der Verteilungsfunktion einer Wahrscheinlichkeitsverteilung folgt direkt, dass es sich dabei auch immer um eine Verteilungsfunktion handelt. Der Korrespondenzsatz beantwortet nun die Frage, ob jede Verteilungsfunktion auch immer die  Verteilungsfunktion einer Wahrscheinlichkeitsverteilung ist und ob aus dieser die Wahrscheinlichkeitsverteilung rekonstruiert werden kann.

## Aussage
Jede Verteilungsfunktion {\displaystyle F} ist Verteilungsfunktion einer eindeutigen Wahrscheinlichkeitsverteilung {\displaystyle P}. Diese Verteilung ist durch 
{\displaystyle P_{F}((-\infty ,x]):=F(x)}
eindeutig bestimmt.
Umgekehrt bestimmt jede Wahrscheinlichkeitsverteilung eine eindeutige Verteilungsfunktion über
{\displaystyle F_{P}(x):=P((-\infty ,x])}.
Dann gilt {\displaystyle F_{P_{F}}=F} und {\displaystyle P_{F_{P}}=P}.
Somit ist die Zuordnung der Verteilungsfunktionen zu den Wahrscheinlichkeitsverteilungen bijektiv.

## Folgerungen
Der Korrespondenzsatz vereinfacht die Untersuchung von Wahrscheinlichkeitsverteilungen. Mit seiner Hilfe kann oftmals auf maßtheoretische Methoden verzichtet werden, da die Untersuchung der Verteilungsfunktion mithilfe der Methoden der reellen Analysis ausreichend ist. Weiterführend können Definitionen über Wahrscheinlichkeitsverteilungen über die Verteilungsfunktionen formuliert werden. Beispiel hierfür ist die Konvergenz in Verteilung einer Zufallsvariable, welche über die schwache Konvergenz von Verteilungsfunktionen definiert wird. So können selbst weitreichende Aussagen wie der Satz von Prochorow für Wahrscheinlichkeitsverteilungen auf {\displaystyle \mathbb {R} } über die Verteilungsfunktionen gezeigt werden.
Außerdem können durch Vorgabe einer entsprechenden Verteilungsfunktion komplexe Wahrscheinlichkeitsverteilungen gezielt konstruiert werden. Klassisches Beispiel hierfür ist die Konstruktion der Cantor-Verteilung als diejenige Wahrscheinlichkeitsverteilung mit der Cantor-Funktion als Verteilungsfunktion.